# Fredensborgs kommun

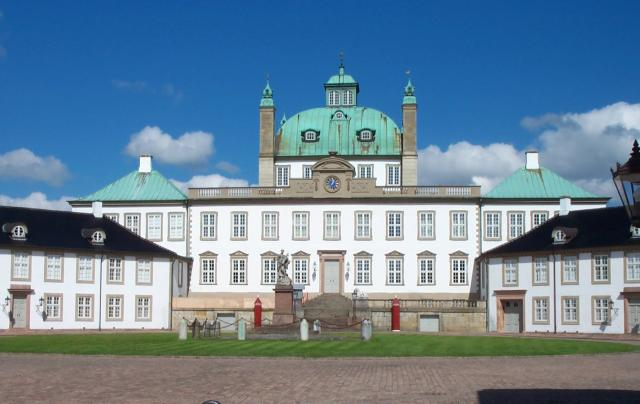
Fredensborgs slott

Fredensborgs kommun är en kommun i Region Hovedstaden i Danmark, på nordöstra Själland 30-40 km norr om Köpenhamn.

## Administrativ historik
Fredensborgs kommun bildades vid den danska kommunreformen 2007 genom sammanslagning av Fredensborg-Humlebæk kommun och Karlebo kommun, som båda tillhörde Frederiksborgs amt. Den nya kommunen har en yta på 112,08 km². Invånarantalet 2007 var 39 303 personer. 2018 hade antalet invånare ökat till 40 783.

## Geografi
Fredensborgs kommun ligger vid Öresundskusten, söder om Helsingörs kommun. Kommunen gränsar i väster till Hillerøds kommun och i söder till Hørsholms kommun.
Fredensborg, med ett av de danska kungliga slotten, ligger vid järnvägen Lille Nord. Längs Öresundskusten går järnvägen Kystbanen, som trafikerar bl.a. Humlebæk där konstmuseet Louisiana ligger. Andra orter i kommunen är bl.a. Nivå och Kokkedal, som är kommunens centralort.

## Politik
Kommunstyrelsens majoritet innehades 2007–2009 av Venstre, med Olav Aaen som borgmästare.

### Borgmästare
- 1. Olav Aaen, Venstre, 1 januari 2007–31 december 2009
- 2. Thomas Lykke Pedersen, Socialdemokratiet, 1 januari 2010–

Denna lista hämtas från Wikidata. Informationen kan ändras där.